# 弗爾特角
弗爾特角（英語：Cape Felt）是南極洲的海岬，位於瑪麗伯德地的巴庫蒂斯海岸，處於萊特島北端，根據美國海軍拍攝空中照片繪入地圖，現時由南極條約體系管理。